# Manuel Ruiz de Quevedo
Manuel Ruiz de Quevedo (Pesquera, 1817-Madrid, 1898) fue un escritor y periodista español.

## Biografía
Nació en 1817 en la localidad de Pesquera, perteneciente a la provincia de Cantabria. Presidente del Círculo Filosófico de Madrid y de la Asociación para la Enseñanza de la Mujer, publicó diferentes obras de política y sociología. Trabajó como redactor en el periódico El Espectador y fue colaborador de otros muchos. Ruiz de Quevedo, que formó parte de la Institución Libre de Enseñanza, falleció el 3 de abril de 1898 en Madrid.